# Big Tobacco

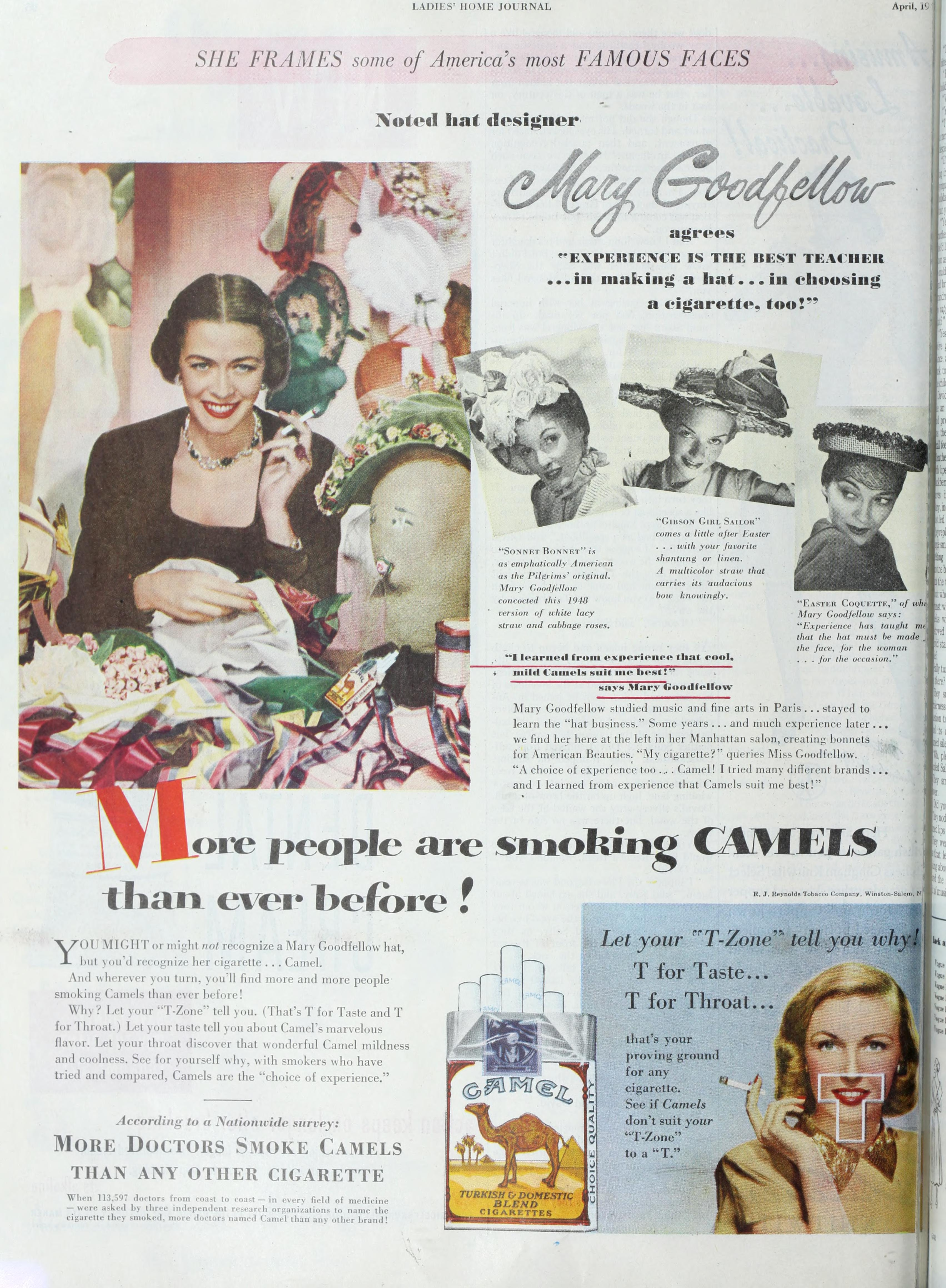
Annonce publicitaire de magazine faisant la promotion des cigarettes Camel en 1948.

Big Tobacco est un nom utilisé pour désigner les plus grandes entreprises mondiales de l'industrie du tabac . Selon le World Medical Journal, les plus grandes sociétés productrices de tabac sont Philip Morris International, British American Tobacco, Imperial Brands et Japan Tobacco International et China Tobacco.

## Activités
Ces entreprises disposent d'un pouvoir économique considérable, avec des revenus équivalents à ceux de certains petits pays. Elles sont bien connues pour leur action de lobbying auprès des gouvernements, en faveur d'un assouplissement des restrictions et d'une réduction des taxes. Ils ont suscité une vive controverse en raison des produits qu'elles fabriquent et des tactiques qu'elles emploient pour les vendre et les commercialiser. Le tabagisme est la principale cause de décès et de maladies évitables aux États-Unis. Malgré une diminution générale de la consommation de cigarettes aux États-Unis, l'utilisation du tabac sans fumée, qui peut également causer le cancer, n'a pas changé.
Certaines des tactiques utilisées par ces entreprises sont similaires à celles d'autres industries telles que celles du pétrole, du sucre et de la téléphonie mobile. Ces entreprises sont controversées en raison des effets négatifs des produits qu'elles fabriquent sur la santé et des tentatives de désinformation à ce sujet. Aux États-Unis, les cinq grands fabricants de tabac ont collaboré pour dissimuler les preuves scientifiques des effets négatifs du tabac. Il y a également des antécédents de manipulation et de destruction de preuves.

## Actions de l'OMS
En 2013, la directrice générale de l'Organisation mondiale de la santé (OMS), Margaret Chan, parle de « Big Tobacco » dans son discours d'ouverture de la huitième Conférence mondiale sur la promotion de la santé :

« Les efforts de prévention des maladies non transmissibles vont à l'encontre des intérêts commerciaux des puissants opérateurs économiques. [...] il ne s'agit plus seulement de Big Tobacco. La santé publique doit également faire face aux Big Food, Big Soda et Big Alcohol. Toutes ces industries craignent la réglementation et se protègent en utilisant les mêmes tactiques que des travaux de recherche ont bien documentées. Elles comprennent des groupes de façade, des lobbys, des promesses d'autorégulation, des poursuites judiciaires et des recherches financées par l'industrie qui brouillent les pistes et maintiennent le public dans le doute. Les tactiques comprennent également les cadeaux, les subventions et les contributions à des causes louables qui donnent à ces industries une apparence respectable aux yeux des politiciens et du public. Elles comprennent des arguments qui font porter aux individus la responsabilité des dommages causés à la santé et qui présentent les actions du gouvernement comme une ingérence dans les libertés individuelles et le libre choix. Il s'agit là d'une formidable opposition. [...] Lorsque l'industrie est impliquée dans l'élaboration des politiques, soyez assurés que les mesures de contrôle les plus efficaces seront minimisées ou totalement écartées. Cela aussi est bien documenté et dangereux. Selon l'OMS, la formulation des politiques de santé doit être protégée contre les distorsions causées par des intérêts commerciaux ou particuliers. »

La convention-cadre de l'OMS pour la lutte antitabac a été conçue par l'Assemblée mondiale de la santé comme une approche juridique internationale visant à réduire les effets du tabac sur la santé publique. Toutefois, sa mise en œuvre a également été entravée par les fabricants de tabac. Les fabricants de tabac sont également connus pour favoriser les relations avec les gouvernements et les communautés afin de maintenir des réglementations peu contraignantes sur les produits du tabac.